# Argyroupoli (Rethymno)
Argyroupoli (griechisch Αργυρούπολη) ist ein Bergdorf auf der griechischen Mittelmeerinsel Kreta. Es gehört als Ortsgemeinschaft zum Gemeindebezirk Lappa der Stadtgemeinde Rethymno. Der Name Argyroupoli bedeutet Silberstadt (argyros άργυρος ‚Silber‘ und poli πόλη ‚Stadt‘). Historie, Quellen und mehrere Fischtavernen machen den Ort zu einem beliebten Ausflugsziel von Touristen.

## Lage

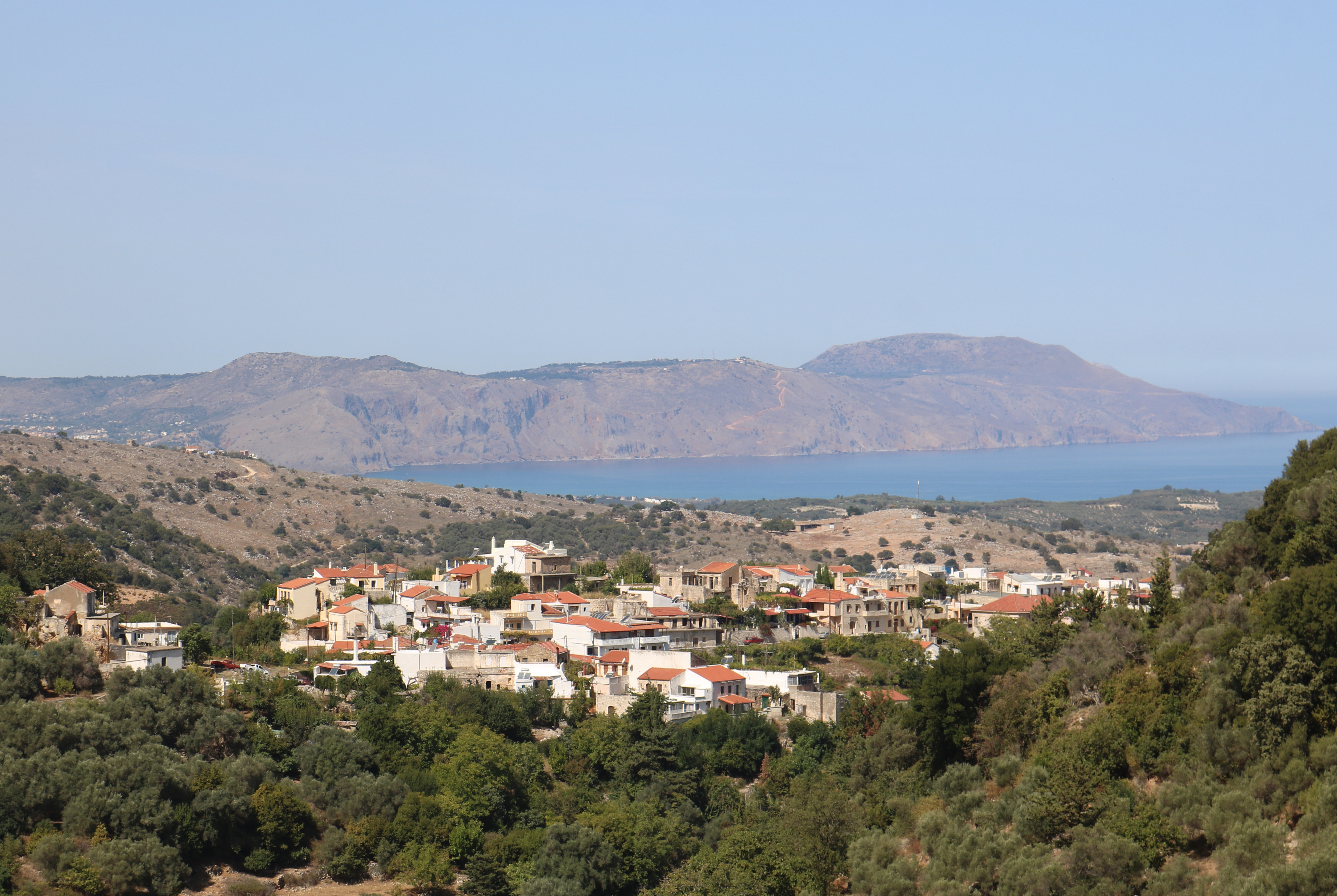
Argyroupoli, im Hintergrund die Halbinsel Drapanos

Der Ort liegt auf einer Höhe von durchschnittlich 260 Metern über dem Meeresspiegel und hat 403 Einwohner (Stand: 2011). Nach der Zählung von 1981 waren zu dieser Zeit noch 453 Einwohner ansässig. Argyroupoli wurde auf dem Gebiet der antiken Stadt Lappa erbaut, von der an verschiedensten Stellen des Dorfes Fundstücke zeugen.
Bis zur griechischen Gemeindereform 2010 (Teil des Kallikratis-Programms) lag der Ort innerhalb der Gemeinde Lappa mit dem Hauptort Episkopi. Die Gemeinde gehörte zur Präfektur Rethymno und grenzte im Westen an den Regionalbezirk Chania. Die ehemaligen Präfekturgrenzen sind heute die Grenzen der Regionalbezirke der Region Kreta, Argyroupoli gehört dabei als Teil der Stadt Rethymno zum Regionalbezirk Rethymno. Das Stadtzentrum Rethymnos liegt 16 Kilometer im Nordosten.
Die Siedlungsfläche Argyroupolis schmiegt sich an den nordwestlichen Hang des Berges Azona oberhalb der fruchtbaren Ebene des Mouselas (Μουσέλας), eines kleinen Flusses, der in Richtung Nordküste fließt. Diese ist ungefähr 7 Kilometer entfernt, zur Südküste hinter dem Kryoneritis-Gebirgszug sind es etwa 11 Kilometer. Entlang des Flusses im Westen des Ortes verläuft die Regionalbezirksgrenze. Das Dorf besteht aus einem oberen und einem unteren, südwestlichen Ortsteil. Etwa 50 Meter unterhalb der Ortsbebauung befinden sich die Agia Dynami, zehn Quellen des Mouselas, deren Wasser in der Vergangenheit zum Betrieb von Mühlen, unter anderem Ölmühlen aus dem 19. Jahrhundert, genutzt wurde. Heute befinden sich hier Tavernen für die Besucher des Ortes. Neben dem Tourismus leben die Bewohner von Argyroupoli vom Vertrieb von Olivenöl, Wein, Zitrusfrüchten und Getreide. In der Region werden auch Avocados angebaut, aus dessen Öl kosmetische Produkte hergestellt werden, die vor Ort erhältlich sind.

## Geschichte
Auf dem Gebiet des heutigen Argyroupoli befand sich im Altertum die Stadt Lappa (auch Lampa, Lampai oder Lampē). Ihre Geschichte reicht bis in die späte geometrische Epoche des antiken Griechenland zurück, aus der die frühesten Fundstücke stammen. Archäologischen Befunden zufolge erlebte Lappa seine Blüte in der späten hellenistischen und frühen römischen Zeit, als schätzungsweise 10.000 Einwohner im Herrschaftsbereich der Polis Lappa siedelten. In der Stadt geprägte Münzen, mit Motiven wie Delfin und Dreizack, aber auch Göttern wie Apollon, Athene und Britomartis, zeugen von der Bedeutung der Polis.
Einen ersten Einschnitt in der Entwicklung der Stadt bedeutete die römische Eroberung des unabhängigen Lappa 67 v. Chr. durch Quintus Caecilius Metellus, bei der es zu erheblichen Zerstörungen kam. Unter der Herrschaft des Kaisers Augustus, den die Bewohner der Polis im Römischen Bürgerkrieg unterstützt hatten, wurde Lappa nach 31 v. Chr. als civitas libera anerkannt. Mitte des 4. Jahrhunderts n. Chr. wurde die Stadt dann durch ein Erdbeben zerstört. In und um Argyroupoli sind Bauwerksfundamente, Gebäudereste, ein Bodenmosaik aus dem 3. Jahrhundert n. Chr. und eine Nekropole im Bereich Lamaniana, nordöstlich des Ortes an einem Zufluss des Flusses Petres (Πετρές), aus der Zeit Lappas erhalten. Zahlreiche Fundstücke der antiken Polis befinden sich im Archäologischen Museum von Rethymno.

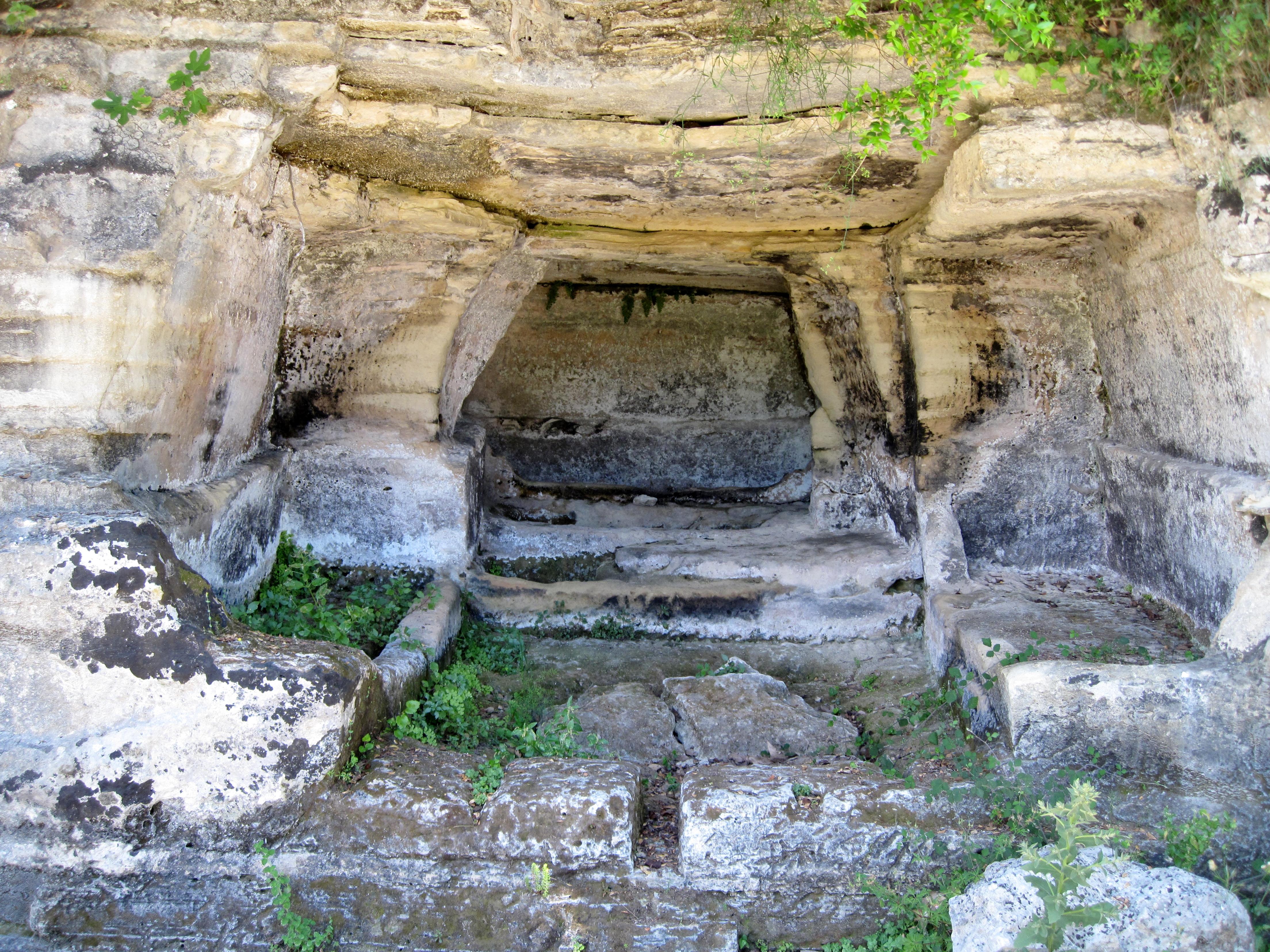
Reste der Nekropole von Lappa
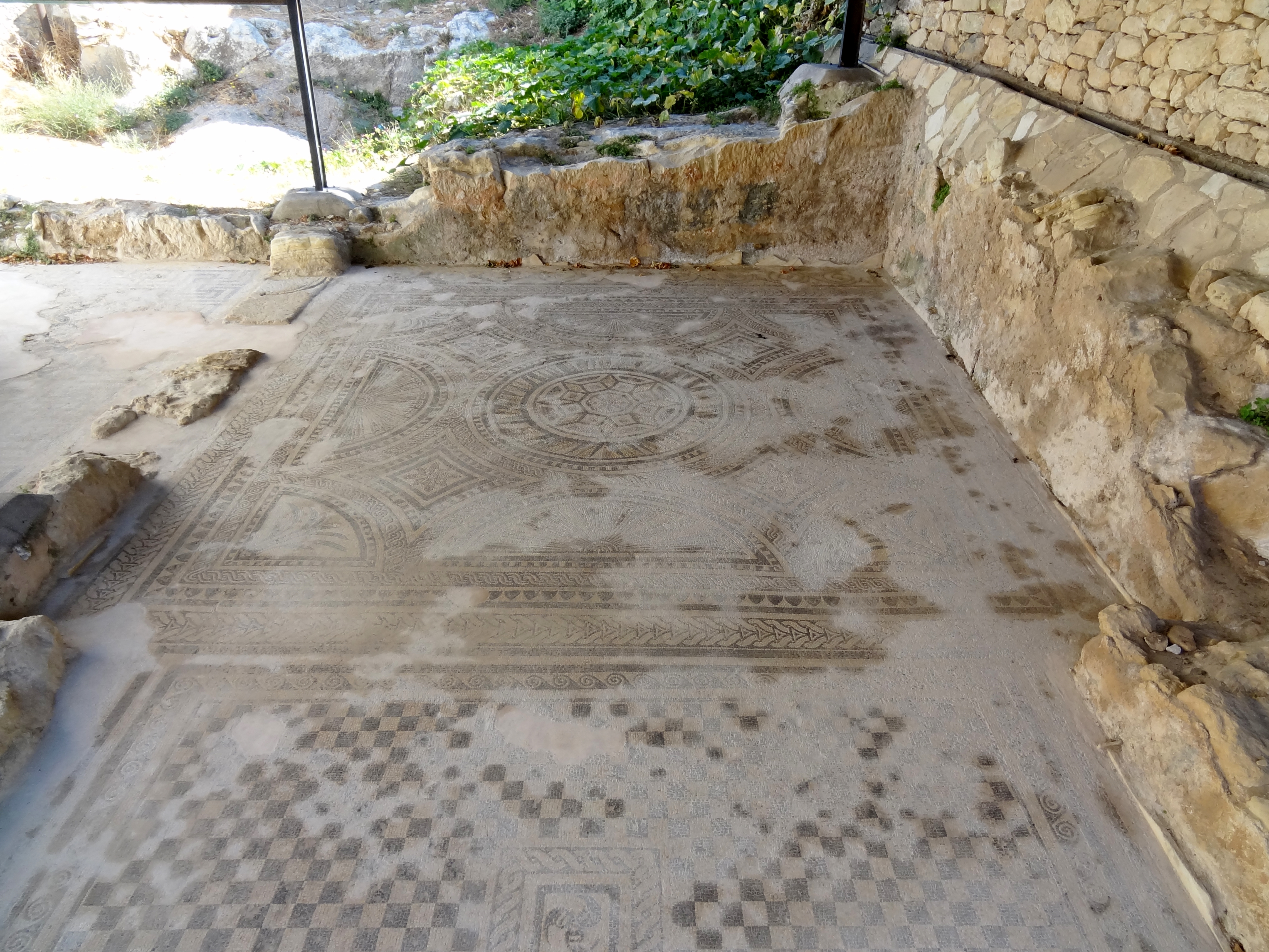
Römisches Bodenmosaik
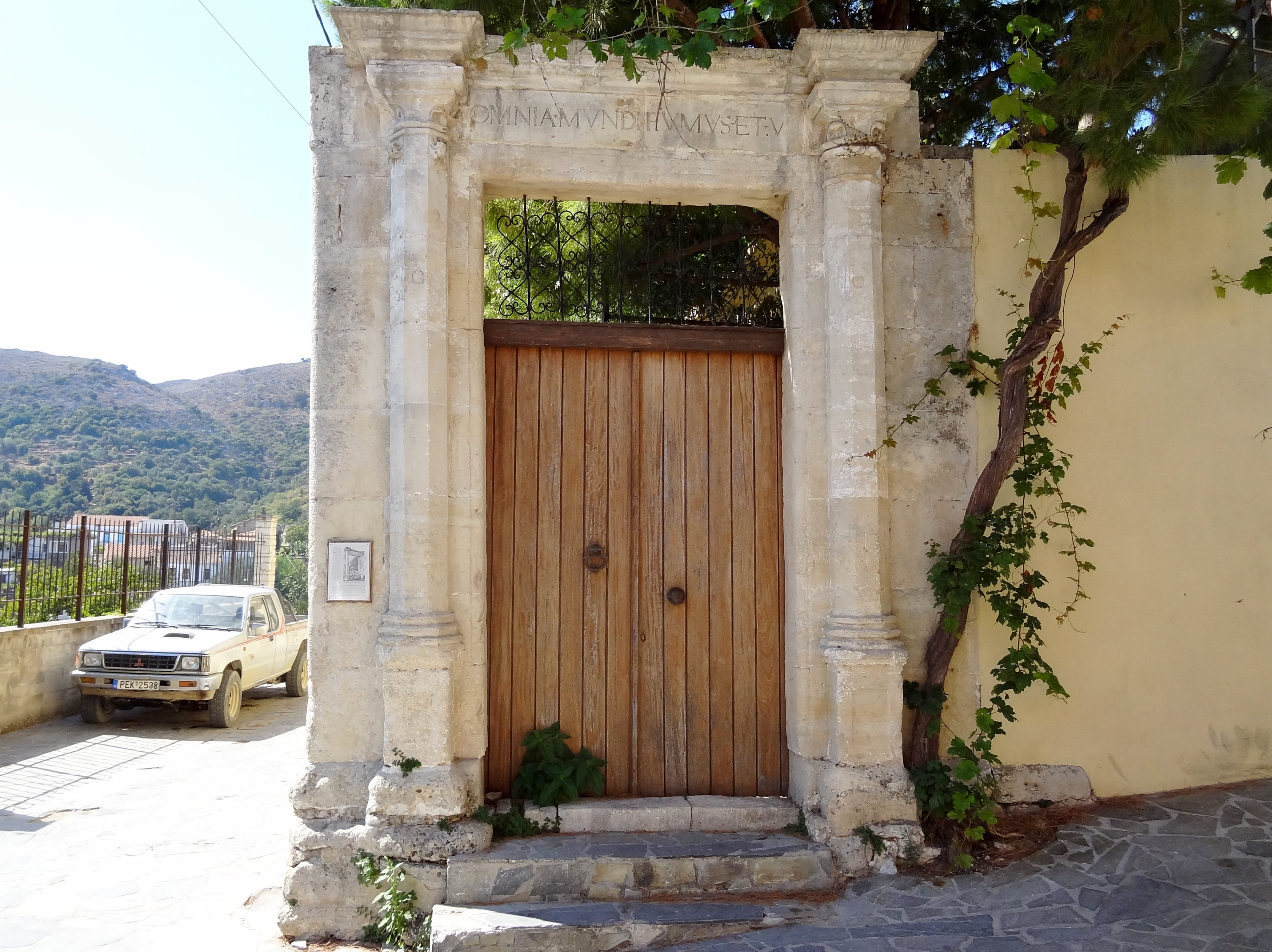
Venezianisches Portal in Argyroupoli

In byzantinischer Zeit war Lappa zunächst Bischofssitz. Die Bischöfe der Stadt nahmen an den ökumenischen Konzilen von Ephesos (431) und Chalcedon (451) teil. Nach der arabischen Besetzung Kretas 824 und der Wiedereroberung durch Nikephoros Phokas 960/961 wurde der Bischofssitz nach Kalamona verlegt. Das Gebiet von Argyroupoli erhielt die Familie Chortatzis als Lehen. Nach einem Aufstand gegen die nach 1204 herrschenden Venezianer, bei der der Ort ein Stützpunkt der Aufständischen war, vergab man das Lehen 1299 an den Archonten Alexis Kallergis. Argyroupoli wurde zu dieser Zeit in Erinnerung an die Stadt Lappa Stimpolis (Στίμπολις) genannt, was so viel wie ‚in der Stadt‘ (neugriechisch: στην πόλη) bedeutet, später auch nur Polis (Πόλις ‚Stadt‘). Aus venezianischer Zeit sind noch heute einige Villen der Grundbesitzer erhalten und bewohnt, andere wurden, wie auch Reste des antiken Lappa, als Baumaterial heutiger Gebäude wiederverwendet.
Aus der osmanischen Zeit ab 1645/46 sind die Namen Gaidouropoli und Samaropoli für den heutigen Ort Argyroupoli überliefert. Erst ab der ersten Hälfte des 19. Jahrhunderts ist das Dorf unter Argyroupoli bekannt. Im Jahr 1822 erhielt das Dorf diesen Namen während des griechischen Aufstands gegen die osmanische Herrschaft (1821–1829) durch das kretische „Revolutionskomitee“. Da Kreta unter osmanischer Herrschaft verblieb, kam es im selben Jahrhundert zu weiteren Erhebungen der Bevölkerung gegen die Fremdherrschaft, bei denen die „Generalversammlung“ der Aufständischen sowohl 1867 als auch 1878 in Argyroupoli ihr Hauptquartier bezog. Im April 1867 wurde der Ort bei der Bekämpfung des Aufstandes durch die Osmanen zerstört. Beim Aufstand von 1878 wurde in Argyroupoli eine osmanische Befehlsstelle zerstört und durch die Kreter der Beschluss zur Vereinigung mit Griechenland gefasst, der jedoch zu dieser Zeit nicht umsetzbar war.
| Jahr      | 1928 | 1940 | 1951 | 1961 | 1971 | 1981 | 1991 | 2001 | 2011 |
| --------- | ---- | ---- | ---- | ---- | ---- | ---- | ---- | ---- | ---- |
| Einwohner | 767  | 836  | 704  | 669  | 501  | 453  | 396  | 402  | 403  |

## Zugang zur Nekropole Lappa

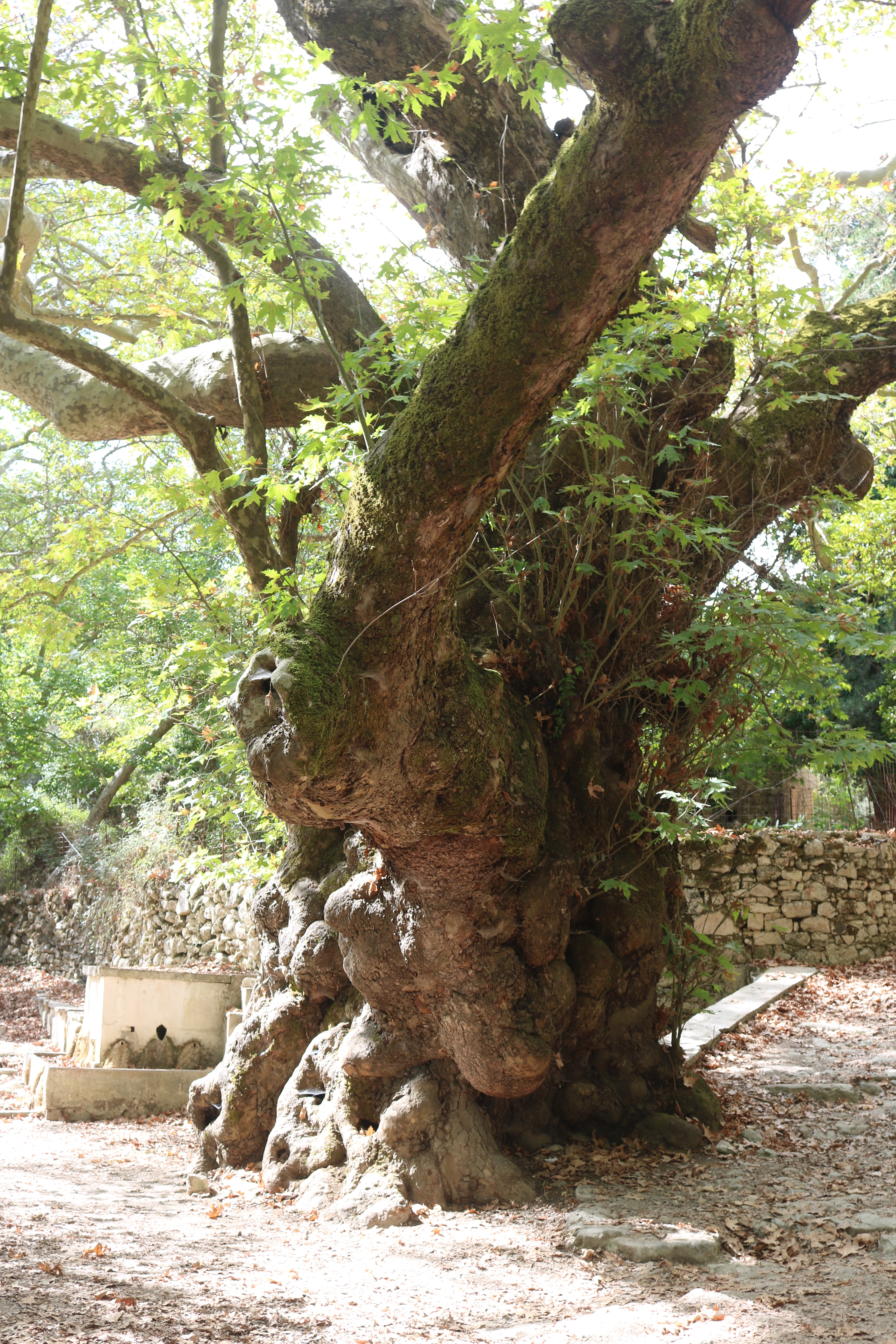
Platane von Lappa

Vom Kirchplatz in Argyroupoli kann auf einem etwa zweieinhalbstündigen Rundweg zur römischen Nekropole Lappa abgestiegen werden. Ein kurzes Stück führt der Weg über eine alte Römerstraße und vorbei an der Kapelle Pros Pente Parthenon zu dem antiken Friedhof von Lappa hinab. Unweit von in die Böschung eingelassenen Grabkammern steht neben einem Brunnen eine Platane mit einem Stammumfang von etwa 10 Meter; das Alter des Baumes wird auf 500 Jahre geschätzt.